# Khalid Al-Riyami
Khalid Al-Riyami (Arabic:خالد عبد الله) (sinh ngày 17 tháng 3 năm 1985) là một cầu thủ bóng đá người Các Tiểu vương quốc Ả Rập Thống nhất. Hiện tại anh thi đấu cho Dibba Al-Fujairah.